# Josélia Neves
Josélia Neves (Moçambique, 30 de abril de 1963) é uma professora e investigadora na área da tradução audiovisual inclusiva.

## Biografia
Josélia Neves, de nacionalidade portuguesa, nasceu a 30 de abril de 1963, em Moçambique. Filha de pais portugueses, passou a infância e a adolescência na África do Sul. Em 1981, ingressa na Universidade do Porto (Portugal), na licenciatura em Línguas e Literaturas Modernas, que conclui em 1985. Em 2000, conclui o mestrado em Estudos Ingleses na Universidade de Aveiro (Portugal), com a dissertação The film adaptation of Henry James. Case study: The Portrait of a Lady e em 2005 obtém o grau de doutor em Estudos da Tradução na School of Arts, Surrey Roehampton University, London (Londres, Reino Unido), com a tese Audiovisual Translation: Subtitling for the Deaf and Hard-of-Hearing.  Entre 2009 e 2012, obtém uma bolsa da Fundação para a Ciência e Tecnologia para o projeto de pós-doutoramento, no Imperial College London (Londres, Reino Unido), intitulado Communication in museums in digital and multimedia formats.
Inicia a sua carreira de docente do ensino superior, em 1990, no ISLA, em Leiria. Em 1995 inicia funções de Professor Assistente, no Instituto Politécnico de Leiria, onde leciona diversas unidades curriculares, no departamento de Línguas, passando em 2004 a Professora Adjunta e em 2012 a Professora Coordenadora na área da língua inglesa. O vínculo com o Instituto Politécnico de Leiria termina em 2014. Neste período, trabalha também como Professora Convidadoa em diversas universidade portuguesas  - Universidade de Aveiro, Universidade de Coimbra e Universidade do Algarve - e europeias  - London University College, Imperial College London, London Metropolitan University (Londres, Reino Unido); Università di Bologna Forlì (Forli, Itália); Universidade de Granada (Granada, Espanha), Universidade Europea (Madrid, Espanha) e Universiteit Antwerpen (Antuérpia, Bélgica). Desde 2014, trabalha como Professora no College of Humanities and Social Sciences, Hamad Bin Khalifa University (Doha, Catar), sendo nomeada em 2018 Reitora Associada para a Participação Social e Acesso.

## Principais projetos
A par da carreira de docente, Josélia Neves tem vindo a desenvolver investigação e projetos sociais nas áreas da tradução audiovisual acessível e inclusiva.

### Abordagem Investigativa
Enquanto investigadora, posiciona o seu trabalho no âmbito da Action research (investigação-ação), por “fazer o que investiga e investigar o que faz”. Ao conjugar a investigação com o ensino e empreendedorismo social, no desenvolvimento de projetos colaborativos, advoga a PAR - Participatory Action Research. Tal estimula a participação ativa de vários agentes sociais no desenvolvimento de projetos com significado pessoal e coletivo, o que acredita ser um forte motor de mudança. 
Acredita no papel da educação na resolução de problemas sociais e estende a sala de aula a novos espaços de aprendizagem, especialmente no âmbito das indústrias criativas, pois reconhece também o papel da cultura e das artes na mudança de mentalidades. Assume, portanto, como abordagem pedagógica o trabalho de projeto, concretizado em comunidade, de forma a desenvolver, nos seus alunos, reflexão crítica e responsabilidade cívica.

### Áreas de Interesse / Projetos de Destaque
Fortemente ancorada nos Estudos de Tradução, dedicou-se inicialmente a questões de acessibilidade aos media. Especializou-se em legendagem para surdos e audiodescrição para cegos, tendo contribuído no início dos anos 2000 para a introdução de legendagem para surdos e audiodescrição nas televisões portuguesas. Ao longo dos anos tem também criado audiodescrição para teatro, bailado e para contextos museológicos. Entre os vários projetos destaca-se o trabalho desenvolvido no Museu da Comunidade Concelhia da Batalha (MCCB), reconhecido pelo European Museum Forum com o Kenneth Hudson Prize (2013).
Os seus trabalhos recentes evidenciam uma abordagem mais holística a questões de acessibilidade, assumindo “o mundo como texto” que precisa de ser mediado para que todos o possam fruir à medida das suas necessidades e expectativas. Tal implica um desvio de enfoque, inicialmente colocado na criação de condições de acesso a pessoas com deficiência, para se centrar em experiências sensoriais para “cada um”. Ao aplicar, em todos os seus projetos, os princípios do user-sensitive design (design sensível ao utilizador) conforme preconizado por Gregor (2010), advoga que nada serve para todos e que todos podem (e devem) fruir o mundo que nos rodeia à sua maneira.
Destaca-se o papel ativo que desempenhou no Campeonato do Mundio de Futebol FIFA de 2022, no Catar, em questões de acessibilidade, com reconhecimento e impacto internacional, tendo participado na formação dos voluntários, realizado consultoria no âmbito das infraestruturas e serviços prestados durante o torneio e coordenado a equipa de audiodescritores que asseguraram as cerimónias, jogos e demais espetáculos oferecidos nos mais variados espaços um pouco por todo o país.

## Publicações científicas mais relevantes
- Neves Josélia. 2022. “Project-based learning for the development of social transformative competence in socially engaged translators”.  The Interpreter and Translator Trainer. Volume 14, issue 4, pp. 465-483.  https://doi.org/10.1080/1750399X.2022.2084258
- Neves, Josélia. 2022. “Translation and Accessibility… the translation of everyday things”. In Zanettin, Federico and Christopher Rundle (eds). Routledge Handbook of Translation and Methodology. London and New York. Routledge /Taylor and Francis: 441- 456. https://doi.org/10.4324/9781315158945
- Neves, Josélia.  2020. “Intersensory translation mitigating communication mismatches”. In Bogucki, Łukasz and Mikołaj Deckert (eds). Handbook of Audiovisual Translation and Media Accessibility.  London and New York: Palgrave Macmillan: 315-338. ISSN: 1932-8036. https://doi.org/10.1075/babel.00265.zha
- Neves, Josélia. 2018. “Subtitling for Deaf and Hard of Hearing Audiences. Moving forward”. In Perez-Gonzalez, Luis (ed.). The Routledge Handbook of Audiovisual Translation. London and New York. Routledge /Taylor and Francis: 82-95. https://doi.org/10.4324/9781315717166.
- Neves, Josélia. 2018. “Cultures of Accessibility: Translation making cultural heritage in museums accessible to people of all abilities”. In Harding, Sue-Ann and Ovidi Carbonell (eds). The Routledge Handbook of Translation and Culture.  London and New York. Routledge /Taylor and Francis: 415-430. https://doi.org/10.4324/9781003221678.
- Neves, Josélia. 2016. “Enriched Descriptive Guides: a case for collaborative meaning-making in museums”. Cultus: the Journal of Intercultural Mediation and Communication 9, pp. 137-154. ISSN: 2035-2948. http://www.cultusjournal.com/files/Archives/Neves_cultus%20_9_Volume_2_2016.pdf
- Neves, Josélia. 2016. “Action Research: when there is so much to account for”. In Ramos Pinto, Sara & Gambier, Yves (eds). 'Audiovisual Translation: Theoretical and Methodological Challenges', special issue of Target 28:2, pp. 237-247. ISSN:1569-9986. DOI 10.1075/target.28.2.05nev.
- Neves, Josélia. 2012. “Multi-sensory approaches to (audio)describing visual art”. In R. Agost, P. Orero & E. Di Giovanni  (Eds). Multidisciplinarity in audiovisual translation [Special issue]. MonTi, 4, pp. 277-294.
- Neves, Josélia. 2007. “A World of Change in a Changing World”. In Díaz-Cintas, Jorge, Aline Remael & Orero, Pilar (eds). Media for All. Amsterdam: RODOPI. pp. 89-98.  ISBN: 978-90-420-2304-8.
- Cravo, Ana & Josélia Neves. 2007. “Using Action Research in Translation Studies”. JOSTRANS - Journal of Specialized Translation. 7ISSN:1740-357X. http://www.jostrans.org/issue07/art_cravo.php
- Outras publicações e artigos científicos podem ser consultadas no perfil público do ORCID (0000-0002-4406-8379).[5]

### Guias práticos
- Garcia, Ana, Clara Mineiro & Josélia Neves. 2017. Guia de Boas Práticas de Acessibilidade, Comunicação Inclusiva em Monumentos, Palácios e Museus. Lisboa: Direção Geral do Património Cultural (DGPC) & Instituto do Turismo de Portugal.[6]

- Neves, J. 2012. O Menino dos Dedos Tristes. Lisboa: Alfarroba. (Multiformat book – easy reading, braille, sign language, subtitling, pictographic messaging,,… ). ISBN:9789898455444.[7]
- Neves, Josélia. 2011. Imagens que se Ouvem. Guia de Audiodescrição. Lisboa & Leiria: Instituto Nacional de Reabilitação e Instituto Politécnico de Leiria. ISBN: 978-989-8051-20-2.[8]
- Neves, Josélia. 2007. Vozes que se Vêem. Guia de Legendagem para Surdos. Aveiro & Leiria: Instituto Politécnico de Leiria & Universidade de Aveiro. ISBN: 978-972-8793-20-3.[9]